# رئیس‌جمهور رایش
رئیس‌جمهور رایش (به آلمانی: Reichspräsident) رئیس کشور آلمان در قانون اساسی این کشور بود که رسماً از ۱۹۱۹ تا ۱۹۴۵ دارای قدرت داشت.

## فهرست رئیس‌جمهورهای رایش
| # | نگاره | نام (تولد-مرگ)                             | شروع به کار                                 | پایان کار                          | حزب                                  |
| - | ----- | ------------------------------------------ | ------------------------------------------- | ---------------------------------- | ------------------------------------ |
| ۱ |       | فریدریش ابرت (۱۸۷۱–۱۹۲۵)                   | ۱۱ فوریه ۱۹۱۹ (انتخاب شده در ۱۹۱۹)          | ۲۸ فوریه ۱۹۲۵ (درگذشت هنگام تصدی)  | حزب سوسیال دموکرات آلمان             |
| ۲ |       | پاول فن هیندنبورگ (۱۸۴۷–۱۹۳۴)              | ۱۲ مه ۱۹۲۵ (انتخاب شده ۱۹۲۵ و ۱۹۳۲)         | ۲ اوت ۱۹۳۴ (درگذشت هنگام تصدی)     | مستقل                                |
| ۳ |       | آدولف هیتلر (۱۸۸۹–۱۹۴۵) (پیشوا و صدر اعظم) | ۲ اوت ۱۹۳۴ (منصوب شده توسط حکم)             | ۳۰ آوریل ۱۹۴۵ (درگذشت هنگام تصدی)  | حزب ناسیونال سوسیالیست کارگران آلمان |
| ۴ |       | کارل دونیتس (۱۸۹۱–۱۹۸۰)                    | ۳۰ آوریل ۱۹۴۵ (منصوب شده در وصیتنامه هیتلر) | ۲۳ مه ۱۹۴۵ (بازداشت، مقام منحل شد) | حزب ناسیونال سوسیالیست کارگران آلمان |

## پرچم‌های ریاست جمهوری

۱۹۱۹–۱۹۲۱
۱۹۲۱–۱۹۲۶
۱۹۲۶–۱۹۳۳
۱۹۳۳–۱۹۳۴
۱۹۳۴–۱۹۴۵
۱۹۴۵–۱۹۴۵